# Hyperia macrocephala
Hyperia macrocephala är en kräftdjursart som först beskrevs av James Dwight Dana 1853.  Hyperia macrocephala ingår i släktet Hyperia och familjen Hyperiidae. Inga underarter finns listade i Catalogue of Life.

## Bildgalleri

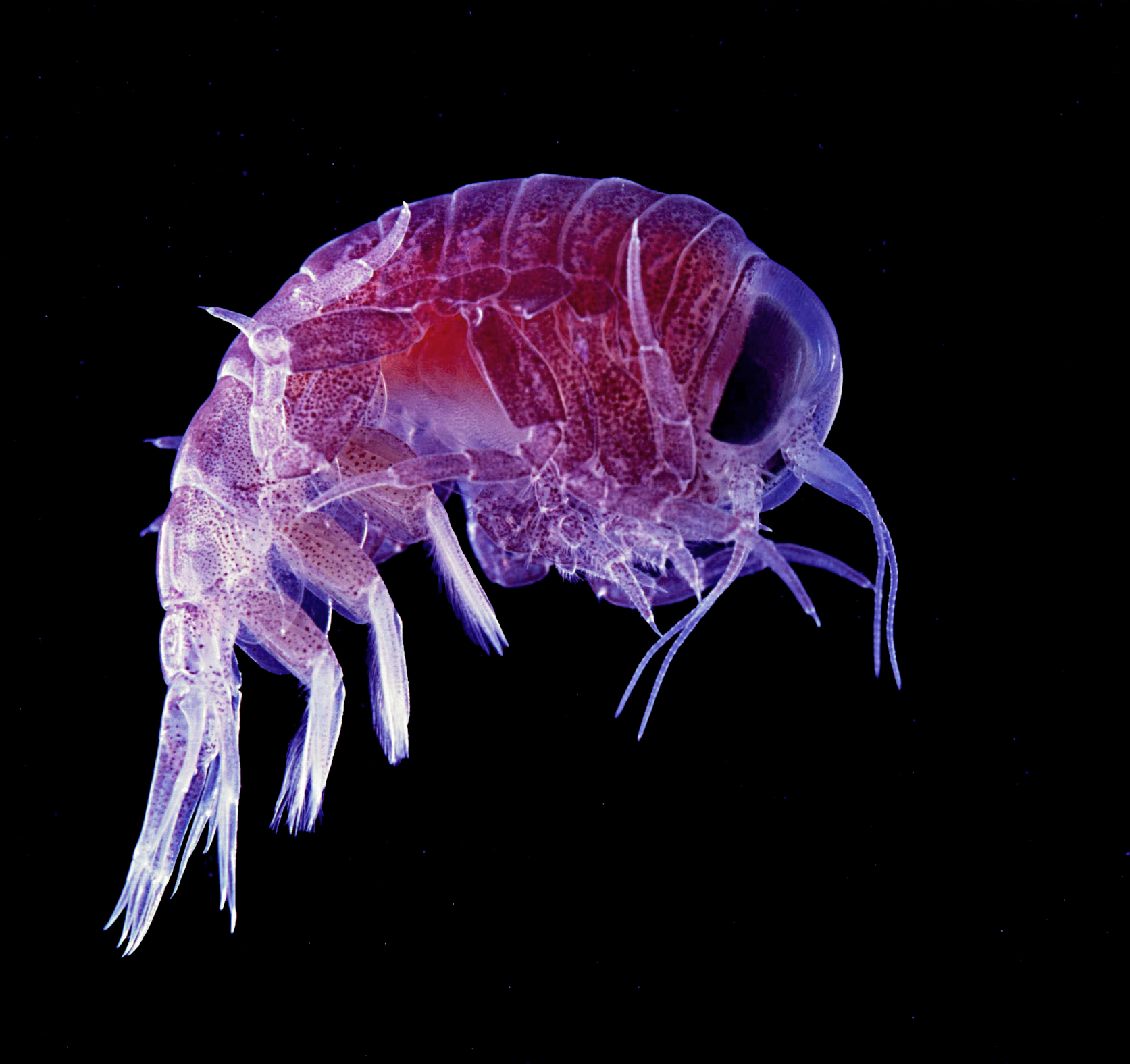